# Santiago Sebastián
Santiago Sebastían López (* 25. März 1931 in Villarquemado/Provinz Teruel; † 9. Februar 1992 in Valencia) war ein spanischer Kunsthistoriker und Hochschullehrer.

## Leben
López begann sein Studium an der Universidad de Granada und an der Universidad de Sevilla, bevor er an die Universidad Complutense de Madrid wechselte. In seiner frühen Zeit forschte er unter der Leitung von Diego Angulo zu den Ursprüngen der Renaissance in Spanien. 
Von 1961 bis 1964 lebte er in Cali, um Studien zur kolumbianischen Kunst zu betreiben. Seine Kenntnisse der Kunst Neugranadas und später vieler anderer iberoamerikanischer Länder führten zu einer umfangreichen Bibliographie und in den 1980er und 1990er Jahren zu bedeutenden Sammlungsarbeiten und Studien- und Lehrreisen zu amerikanischen Universitäten.
1965–66 vertiefte er als Guggenheim-Stipendiat seine Studien bei George Kübler an der Yale University. 1967 erhielt er eine Stelle an der Universidad de las Islas Baleares. Während seiner Zeit auf Mallorca gründete er die Zeitschrift Traza y Baza, die der Verbreitung der entstehenden ikonografischen Schule in Spanien diente. Er unterrichtete dann in Barcelona und Córdoba und erhielt 1978 einen Lehrstuhl für Kunstgeschichte in Valencia.
López profilierte sich als Spezialist für ikonografische Studien und trug zu deren Umsetzung und Verbreitung in Spanien und Lateinamerika bei. Er förderte Konferenzen und wissenschaftliche Gesellschaften, veröffentlichte Quellen und leistete umfangreiche Forschungsarbeiten zum Verhältnis zwischen bildender Kunst und Literatur in der Moderne.

## Schriften
- El Patrimonio artístico de Ibiza, 1973
- Espacio y Símbolo, 1976
- Historia del arte, 1979
- Primer coloquio de arte valenciano, 1981
- Artesonado de la catedral de Teruel, 1981
- Arte y humanismo, 1981
- El Guernica y otras obras de Picasso: Contextos iconográficos, 1984
- La Lonja y su entorno socio-cultural, 1984
- Mensaje del arte medieval, 1984
- La visión emblemática del amor divino según Vaenius, 1985
- Traza y baza, 1985
- Fisiologo atribuido a San Epifanio, seguido de El Bestiario Toscan, 1986
- El Coro de la catedral de Orihuela, 1986
- Iconografía medieval, 1988
- Contrarreforma y barroco, 1989
- Teruel, 1991
- Iconografía del indio americano: siglos XVI–XVII, 1992
- Emblemática e historia del arte, 1995
- Mensaje simbólico del arte medieval: arquitectura, iconografía, liturgia, 1996
- Visión panorámica del arte turolense, 1996
- La mejor emblemática amorosa del barroco : Heinsius, Vaenius y Hooft, 2001
- El barroco iberoamericano : mensaje iconográfico, 2007